# Distrofia muscular de Emery-Dreifuss
La distrofia muscular de Emery-Dreifuss es  un tipo de distrofia muscular, en un  grupo de enfermedades hereditarias que provocan un deterioro progresivo de los músculos. Afecta  principalmente a los músculos que se emplean en la locomoción (músculo esquelético) y el músculo cardiaco.
Recibe su nombre por Alan Emery y Fritz E. Dreifuss.

## Síntomas
Entre los rasgos de más temprana aparición de esta afección se encuentran unas deformidades de las articulaciones denominadas "contracturas", que restringen los movimientos de algunas de ellas. Comienzan a apreciarse desde la temprana infancia hasta la adolescencia, y muy frecuentemente afectan a los hombros, tobillos y cuello. Los individuos más afectados también experimentan debilidad muscular progresiva y desgaste, comenzando por los músculos de la parte distal de los miembros superiores e inferiores, llegando a afectar progresivamente a los hombros y caderas, requiriéndose en ocasiones de medios auxiliares de locomoción debido a la discapacidad.
Casi todos los pacientes de la distrofia muscular de Emery-Dreifuss presentan problemas cardiacos en la edad adulta. En muchos casos, estos problemas se producen por anormalidades en las señales eléctricas que controlan el ritmo cardiaco (defectos de la conducción cardiaca) y ritmos cardiacos anormales (arritmias). Si no se trata, estas anormalidades pueden conducir a un ritmo cardiaco inusualmente bajo (bradicardia), síncope y un aumento de riesgo de accidente cerebrovascular y muerte súbita.

## Clasificación
Los tipos de distrofia muscular de Emery-Dreifuss se distinguen por su patrón de heredabilidad: Ligados al cromosoma X, autosómico dominantes y autosómico recesivo.
- Aunque los tres tipos tienen signos y síntomas similares, los investigadores creen que los rasgos de una distrofia muscular autosómico dominante son más variables que el resto de los tipos. Un pequeño porcentaje de las personas con esta forma experimentan problemas cardiacos sin padecer previamente debilidad o desgaste de músculos esqueléticos.
- Ligados al cromosoma X Es la forma más común de esta afección, y su prevalencia es de 1 caso por cada 100,000 habitantes.
- El tipo autosómico recesivo parece ser muy raro. Se cuenta con muy pocos casos registrados. Su incidencia se desconoce.

## Genética
La causa de la afección está en mutaciones en los genes EMD y LMNA. Estos genes pertenecen a proteínas que son componentes de la envoltura nuclear, que rodea el núcleo celular, que los investigadores piensan que tienen un papel en la regulación de ciertos genes.
- La mayor parte de los casos de esta enfermedad están provocados por mutaciones en el gen EMD. Este gen codifica una proteína llamada emerina, que parece ser esencial para la función del músculo cardiaco y esquelético. La mayor parte de las mutaciones en este gen evitan la producción de una emerina funcional. Continúa sin estar claro cómo la falta de esta proteína produce los signos y síntomas de la distrofia muscular de Emery-Dreifuss. Sin embargo se sabe que esta proteína es esencial en el papel de ligar el centrosoma al núcleo en interfase.[6]
- La forma menos común de esta distrofia corresponde a mutaciones en el gen LMNA. Este gen codifica dos proteínas muy similares, las laminas A y C.